# Монтивидиу
Монтивидиу (порт. Montividiu) — муниципалитет в Бразилии, входит в штат Гояс. Составная часть мезорегиона Юг штата Гояс. Входит в экономико-статистический  микрорегион Судуэсти-ди-Гояс. Население составляет 12 337 человек на 2016 год. Занимает площадь 1874,151 км². Плотность населения — 5,64 чел./км².

## История
Город основан — 30 декабря 1987 года.

## Статистика
- Валовой внутренний продукт на 2014 год составляет 32 416,00 реалов (данные: Бразильский институт географии и статистики)[1].
- Валовой внутренний продукт на душу населения на 2014 год составляет 49 551,74 реал (данные: Бразильский институт географии и статистики)[1].
- Индекс человеческого развития на 2010 год составляет 0,733 (данные: Программа развития ООН)[2].